# Lac Klamath supérieur
Le lac Klamath supérieur (en anglais : Upper Klamath Lake) est un vaste lac d'eau douce situé à l'est de la chaîne des Cascades, dans le centre sud de l'Oregon aux États-Unis. C'est la plus grande réserve d'eau douce dans cet État. Il fait environ 32 km de long et 12,9 km de large et s'étend au nord-ouest de la ville de Klamath Falls, à une altitude de 1 262 m.
La profondeur du lac varie à cause de la régulation de son approvisionnement en eau, de 2,5 m à 18 m en moyenne. Le niveau du lac par rapport au niveau de la mer se situe entre 1 261 et 1 264 m. Il est alimenté par plusieurs cours d'eau, dont le principal est la Williamson et alimente en retour la Link, qui part du lac à son extrémité Sud. Un court canal le relie au nord à un plus petit lac, le lac Agency (en). La réserve nationale du Klamath supérieur, le « Klamath Basin National Wildlife Refuges Complex » s'étend le long du nord du lac. 

## Histoire

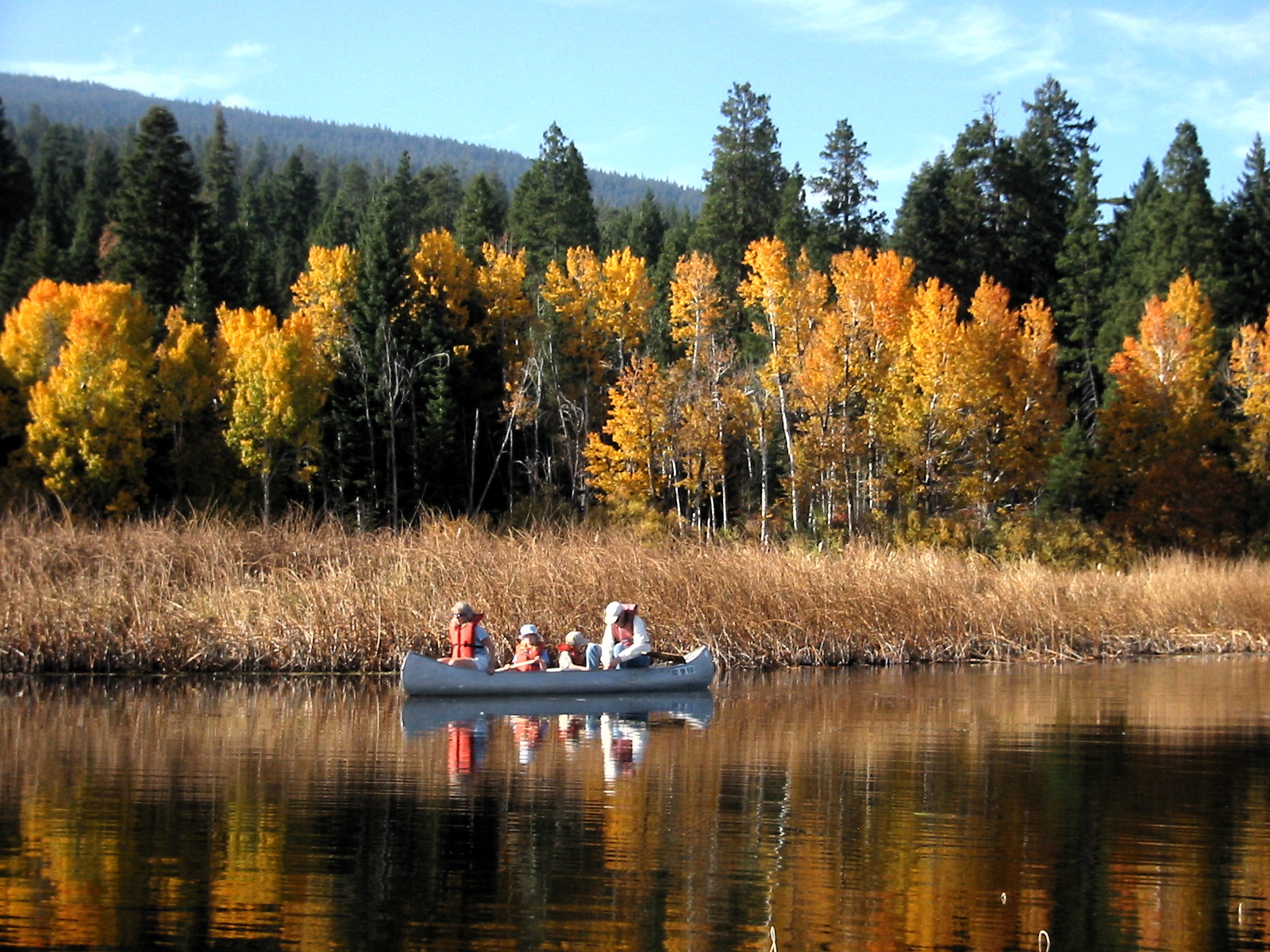
Piste pour les canoës, lac Klamath

Depuis 1917, le niveau d'eau dans le lac a été réglementé par le « United States Bureau of Reclamation » dans le cadre d'un projet destiné à soutenir l'agriculture dans le bassin supérieur du Klamath.
Avant le XXe siècle, le lac était entouré de marais étendus qui ont été en grande partie drainés pour devenir des terres cultivables. Le lac est naturellement eutrophique, avec une haute concentration naturelle de substances nutritives. L'augmentation de ces substances au XXe siècle à cause de l'exploitation agricole de la vallée environnante a provoqué une hypereutrophicité du lac, avec une floraison d'algues bleu-vert (principalement Aphanizomenon flos-aquae, récoltée et vendue comme complément alimentaire sous le nom commercial d'algue Klamath, et l'algue toxique Microcystis aeruginosa). Celle-ci rend l'eau d'un vert opaque en été et limite l'usage du lac pour les loisirs. Les standards fédéraux pour l'oxygène dissous ne sont en général pas respectés. En 1988, deux espèces de poissons du lac Klamath, auparavant abondantes, Deltistes luxatus (en) et Chasmistes brevirostris (en), ont été placés sur la liste fédérale des espèces menacées.
Une sécheresse pendant l'été de 2001 a conduit le Bureau à fermer le projet Klamath pour protéger les poissons. Cette fermeture a provoqué d'importantes protestations de la part des fermiers et est devenu un enjeu national, lié aux questions des droits de propriété et d'environnementalisme.